# César Socarraz
César Augusto Socarraz (Lima, Provincia de Lima, Perú, 4 de noviembre de 1919 - Lima, Provincia de Lima, Perú, 18 de enero de 1984) fue un futbolista peruano. Se desempeñaba en la posición de interior derecho. Sus padres fueron Carlos Socarraz y Luisa Gutiérrez.

## Trayectoria
Socarraz surgió de las divisiones inferiores de Universitario de Deportes de Lima, Perú en 1930. A los 14 o 15 años ya jugaba por su equipo de "calichines". Rápidamente destacó entre sus compañeros de equipo y a los 17 años ya figuraba entre los jugadores de Primera División. Defendió la camiseta crema por 10 años. En Colo-Colo de Chile actuó entre los años 1941 y 1943, formando en el equipo albo campeón invicto de 1941, en las tres temporadas jugó 69 partidos y marcó 38 goles.
En 1944 el equipo de Colo-Colo decidió chilenizar el plantel, siendo ese el motivo por el cual debió emigrar a otro equipo. Fue transferido a Banfield de Argentina pero no llegó a inscribirse a tiempo por lo que tuvo que regresar a Universitario de Deportes, luego pasó al Centro Iqueño y a Deportivo Municipal.

## Selección nacional
Fue internacional con la selección de fútbol del Perú en 6 ocasiones y marcó 1 gol. Debutó el 19 de enero de 1941, en un encuentro amistoso ante la selección de Argentina que finalizó con marcador de 1-1. Su último encuentro con la selección lo disputó el 26 de febrero de 1941 en la derrota por 2-0 ante Uruguay.
Falleció viudo el 18 de enero del año 1984 a los 64 años de arterioesclerosis cerebral en la Clínica Tezza del distrito limeño de Santiago de Surco. Estuvo casado con Doña Irma Montenegro.

### Participaciones en el Campeonato Sudamericano
| Campeonato                   | Sede  | Resultado    |
| ---------------------------- | ----- | ------------ |
| Campeonato Sudamericano 1939 | Perú  | Campeón      |
| Campeonato Sudamericano 1941 | Chile | Cuarto lugar |

## Clubes
| Club                      | País  | Año         | Partidos | Goles |
| ------------------------- | ----- | ----------- | -------- | ----- |
| Universitario de Deportes | Perú  | 1934 - 1940 | 56       | 14    |
| Colo-Colo                 | Chile | 1941 - 1943 | 69       | 38    |
| Universitario de Deportes | Perú  | 1944        | 13       | 3     |
| Centro Iqueño             | Perú  | 1945 - 1946 | 22       | 5     |
| Deportivo Municipal       | Perú  | 1947        | ??       | ??    |

## Palmarés

### Campeonatos nacionales
| Título                       | Club                      | País  | Año  |
| ---------------------------- | ------------------------- | ----- | ---- |
| Campeonato Peruano de Fútbol | Universitario de Deportes | Perú  | 1934 |
| Campeonato Peruano de Fútbol | Universitario de Deportes | Perú  | 1939 |
| Primera División de Chile    | Colo-Colo                 | Chile | 1941 |
| Campeonato Peruano de Fútbol | Universitario de Deportes | Perú  | 1945 |

### Copas internacionales
| Título                  | Equipo             | País | Año  |
| ----------------------- | ------------------ | ---- | ---- |
| Campeonato Sudamericano | Selección del Perú | Perú | 1939 |